# Четырёхкрылая кукушка
Четырёхкрылая кукушка (лат. Tapera naevia) —  вид птиц семейства кукушковых, единственный представитель рода Tapera. Её ареал простирается от Мексики и Тринидада на юг до Боливии и Аргентины.

## Описание
Длина тела около 27 см, масса около 40 г. Взрослые преимущественно серо-коричневые сверху с черной исчерченностью. Над глазом  бледно-охристая бровь, голову венчает каштаново-чёрный хохол, который кукушка поднимает во время демонстраций. Брюшко грязновато-белое и хвост длинный, ступенчатый. Молодые птицы отличаются светло-палевой окраской с более ярко-рыжим оттенком на спине и крыльях.

## Биология
Четырёхкрылая кукушка обитает в относительно открытой местности с деревьями или кустарниками, а также по краям мангровых зарослей. 

### Гнездовой паразитизм
Это один из очень немногих гнездовых паразитов среди американских кукушек (другой пример — это только род павлиньи кукушки Dromococcyx). Известно 13 видов воспитателей этой кукушки, из них 6 относятся к роду иглохвостые печники:
1. Рыжелобая кустарниковая мягкохвостка (Phacellodomus rufifrons)
2. Кустарниковая мягкохвостка (Phacellodomus ruber)
3. Кайеннский иглохвостый печник (Synallaxis gujanensis)
4. Бледногрудый иглохвостый печник (Synallaxis albescens)
5. Пестрогрудый иглохвостый печник (Synallaxis cinnamomea)
6. Золотобровый иглохвостый печник (Synallaxis supeciliosa)
7. Чернолобый иглохвостый печник (Synallaxis frontalis)
8. Synallaxis pudica
9. Перилио (Schoeniophylax phryganophila)
10. Золотолобый настоящий филидор (Phylidor rufus)
11. Тростниковый тиранн (Arundinicola leucocephala)
12. Желтогорлая пищуховая иглохвостка (Carthiaxis cinnamomea)
13. Каролинский кустарниковый крапивник (Thryothorus rufalbus)

Пайн отмечает также паразитирование в гнёздах птиц из Myiozetetes и Arremonops. У всех хозяев четырёхкрылой кукушки закрытые шарообразные или куполообразные гнёзда. Самка кукушки откладывает одно яйцо, обычно, на рассвете. Цвет яиц белый или голубоваты. Частота паразитизма бывает высока, до 66% (8 из 12 гнёзд) у  желтогорлой пищуховой иглохвостки в Суринаме, и до 36,4% у кустарникового крапивника (Thryothorus rufalbus) в Зоне Панамского канала.  Птенец кукушки вылупляется через 15 дней. Кукушонок, используя острый клюв, наносит раны птенцам хозяев, после чего, по-видимому, родители сами их выкидывают из гнезда. Птенцы иглохвостого печника появились через три дня после кукушонка, через день их уже не было, под гнездом их также не удалось найти.  Через 18-19 дней после вылупления кукушонок вылетает. После чего приёмные родители кормят некоторое время слётка.

Виды-хозяева четырёхкрылой кукушки
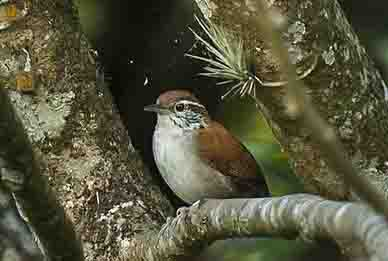
Каролинский кустарниковый крапивник (Thryothorus rufalbus)
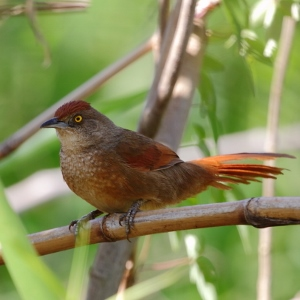
Кустарниковая мягкохвостка (Phacellodomus ruber)
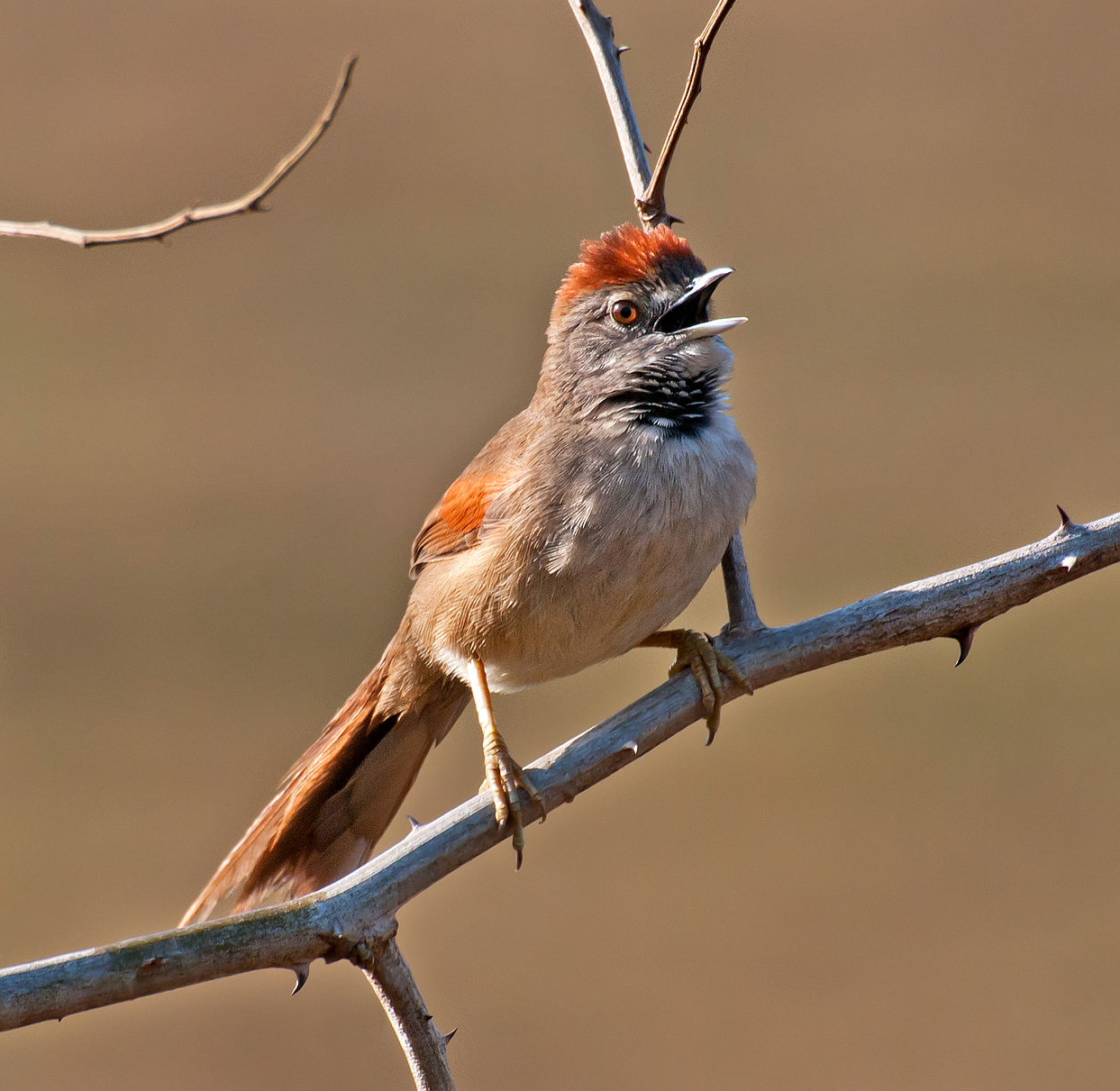
Бледногрудый иглохвостый печник (Synallaxis albescens)
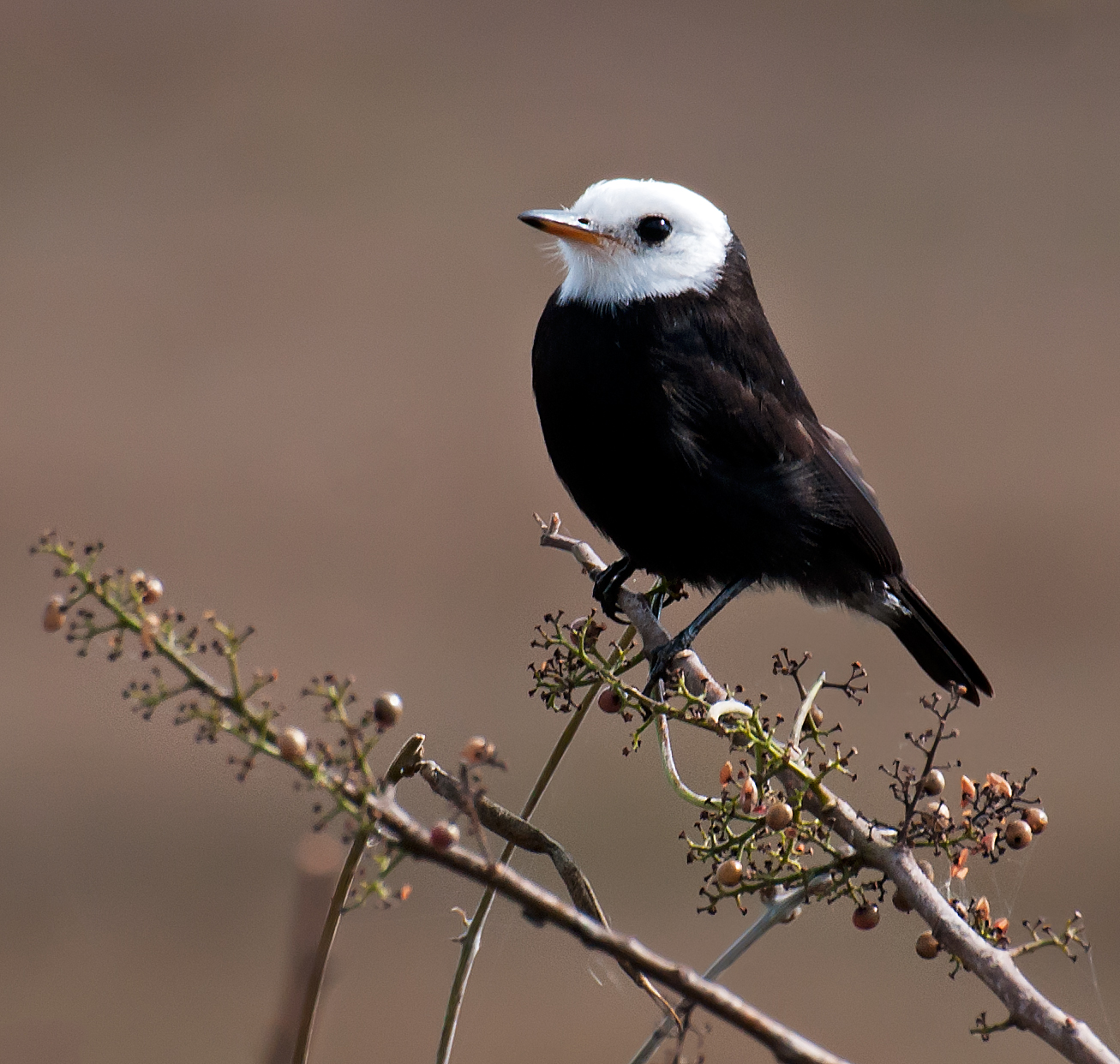
Тростниковый тиранн (Arundinicola leucocephala)

### Питание
Четырёхкрылая кукушка питается крупными насекомыми, часто садясь на землю. Это одиночная и довольно скрытная птица, которая стремится держаться в кроне кустов, хотя для того, чтобы петь она выбирает более открытые присады. Для неё характерен свистовой позыв, как правило, из двух или трех нот, уу-уиии или уу-уу-уиии. Их можно привлечь с помощью имитации этого крика.

## Место в бразильском фольклоре

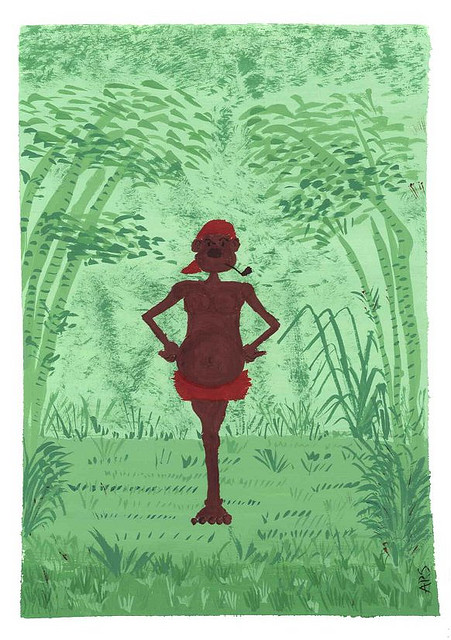
Сэси-перерэ — мальчик, оборачивающийся четырёхкрылой кукушкой.

Эта птица занимает очень важное место в бразильском фольклоре и имеет отношение к легенде о Сэси (Saci), или матита-пере (matita-perê). Сэси — это неисправимый шутник, одноногий мальчик, негр или мулат,  с отверстиями в ладонях, который курит трубку и носит волшебный красный колпачок. Одно из магических свойств Сэси — это способность превращаться в птицу матита-пере (Matitaperê или Matita Pereira), неуловимую птицу, меланхоличная песня которой, кажется, исходит ниоткуда. Кроме этих названий этот вид кукушки в Бразилии известен под многими именами — pitica (Pará), crispim, fenfém, martim-pererê, matimpererê, matintapereira, matintaperera, matitaperê, peitica, peito-ferido, roceiro-planta, seco-fico, sede-sede, saci-do-campo, sem-fim, fém-fém, tempo-quente, bulhões, bolinhas, feijão, feijoada, jotalhão, gansolino, peixe-frito (Bahia), e peixe-frito-seu-veríssimo. 
Широко известно упоминание птицы матита-перейра в песне Тома Жобима Águas de Março (мартовские воды).